# Iso Mustasaari
Iso Mustasaari nebo Iso-Mustasaari, švédsky Stora Östersvartö a česky lze přeložit jako Velký Černý ostrov, je plochý skalnatý ostrov ve Finském zálivu Baltského moře u pobřeží jižního Finska. Patří do souostroví a části Suomenlinna v okrese Ullanlinna, v Jižním hlavním obvodu (Eteläinen suurpiiri) v Helsinkách v provincii Uusimaa. Iso Mustasaari, podobně jako celá Suomenlinna, je památkou UNESCO.

## Další informace
Iso Mustasaari je hlavním, největším, nejlidnatějším a nejvýchodnějším ostrovem Suomenlinny. Adresy budov zde umístěných začínají Suomenlinna C následované číslem budovy. Nachází se zde turistické informační centrum, přístavy, škola, knihovna, obchody, restaurace, parky, sportoviště, dětská hřiště, galerie, muzea, památníky, historická opevnění, vězení, helipad, evangelický kostel Suomenlinnan kirkke, pevnost ve tvaru koruny Kruunulinna Ehrensvärd a nejstarší činžovní/bytový dům Finska Noakin arkki (Noahova archa), který má 4 patra. Také zde byl zajatecký tábor od 14. dubna 1918 do 14. března 1919, kde zahynulo mnoho lidí na podvýživu. Z ostrova vedou mosty na sousední ostrovy Pikku Mustasaari a Susisaari. Nejstarší dochované stavby na ostrově jsou z 18. století a nesou stopy díla významného vojenského architekta Augustina Ehrensvärda (1710–1772). Vliv na architekturu ostrova měla také ruská nadvláda. Ostrov má poměrně husté trajektové spojení s pobřežím a je častým cílem turistů.

## Galerie

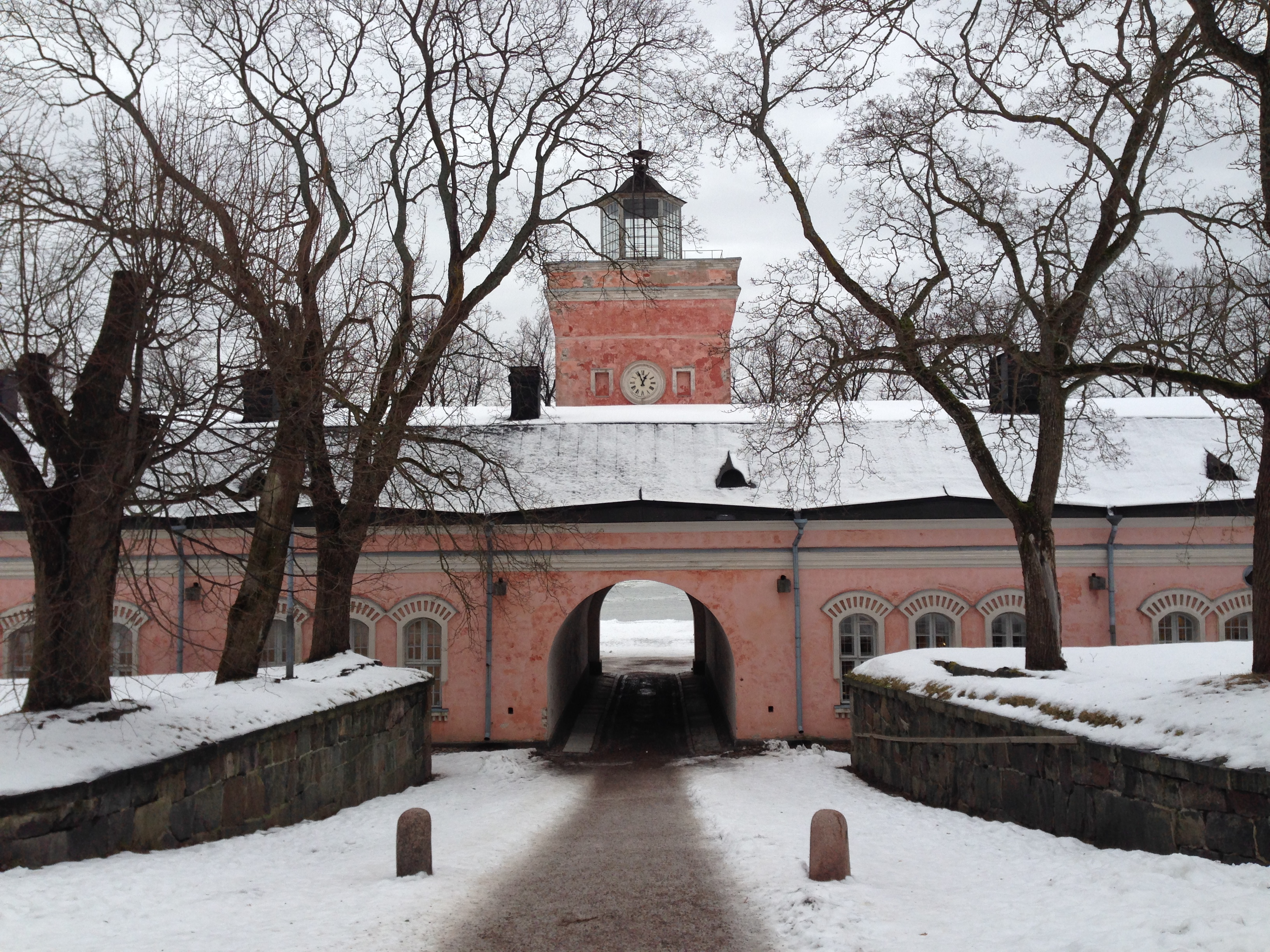
Bývalý vojenský objekt
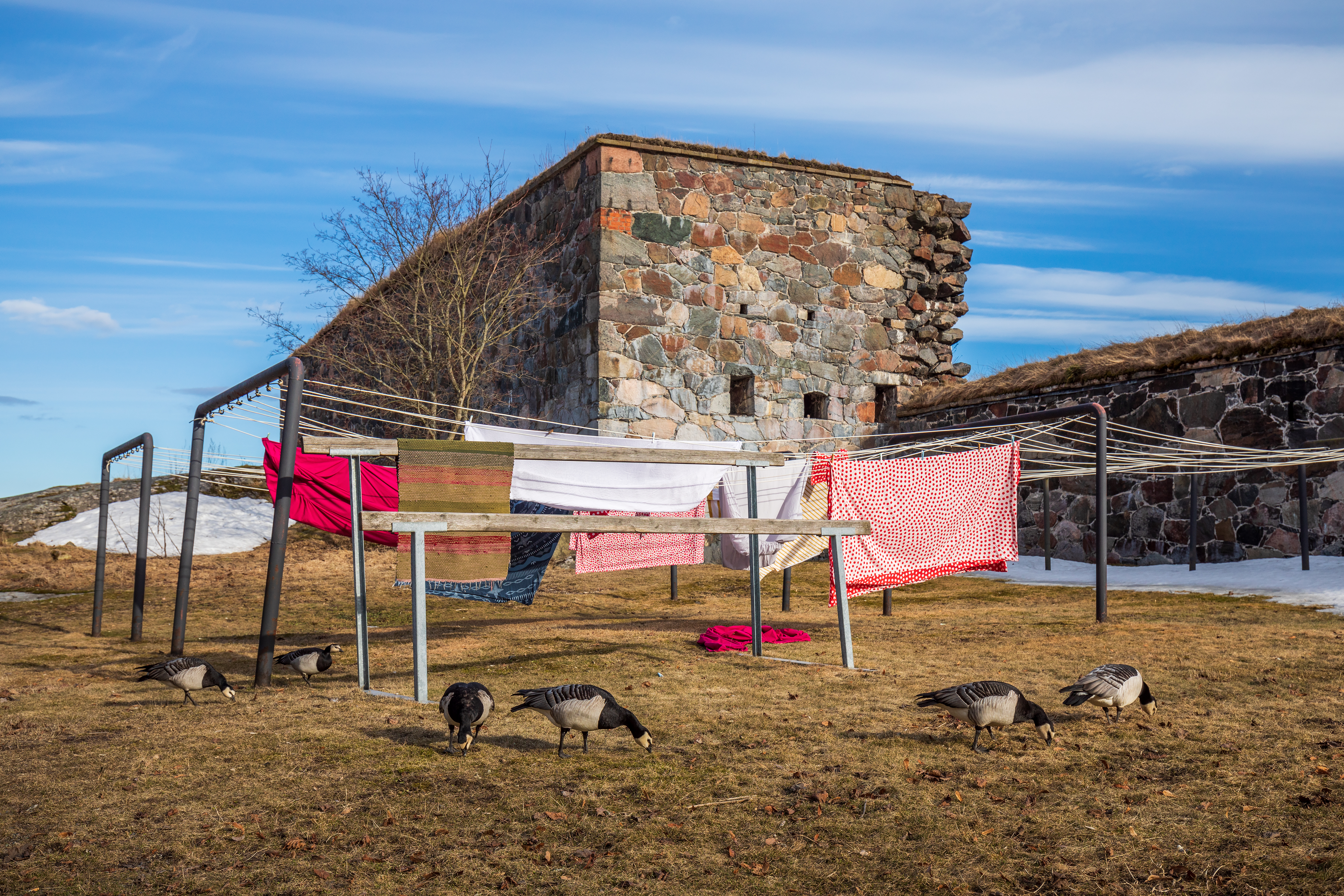
Divoké husy a sušení prádla
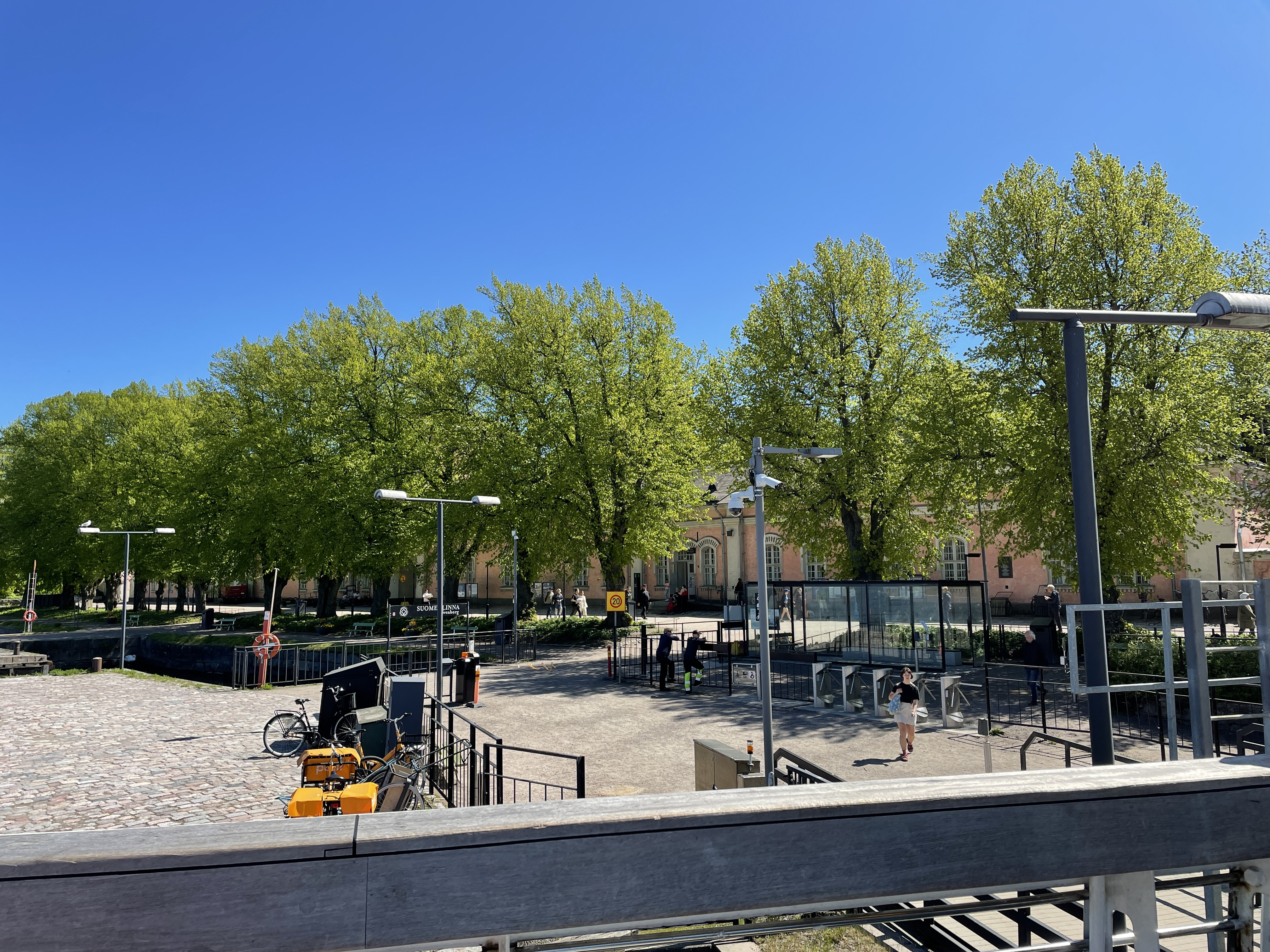
Pohled z trajektu na přístav
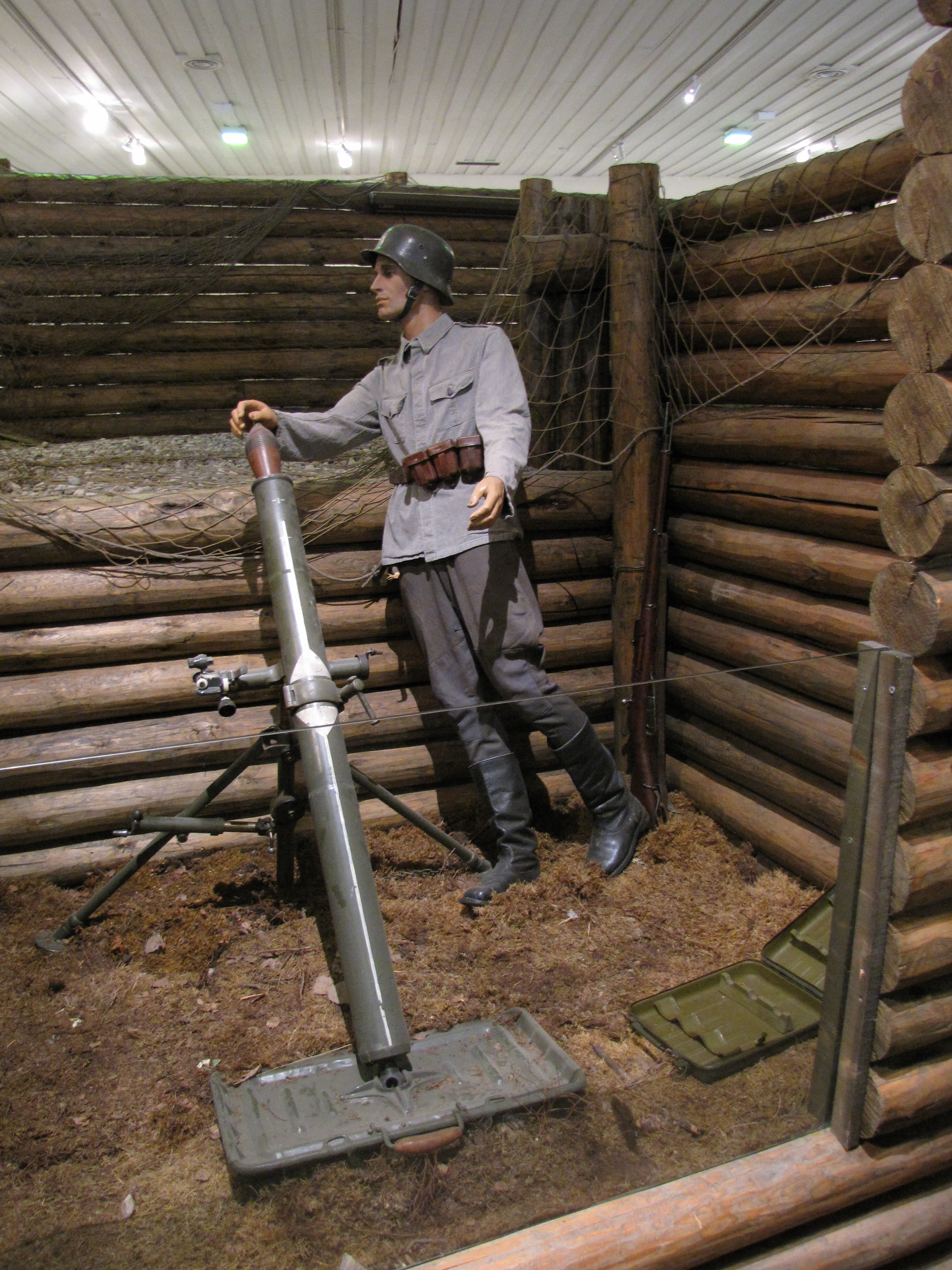
Muzejní expozice minometu
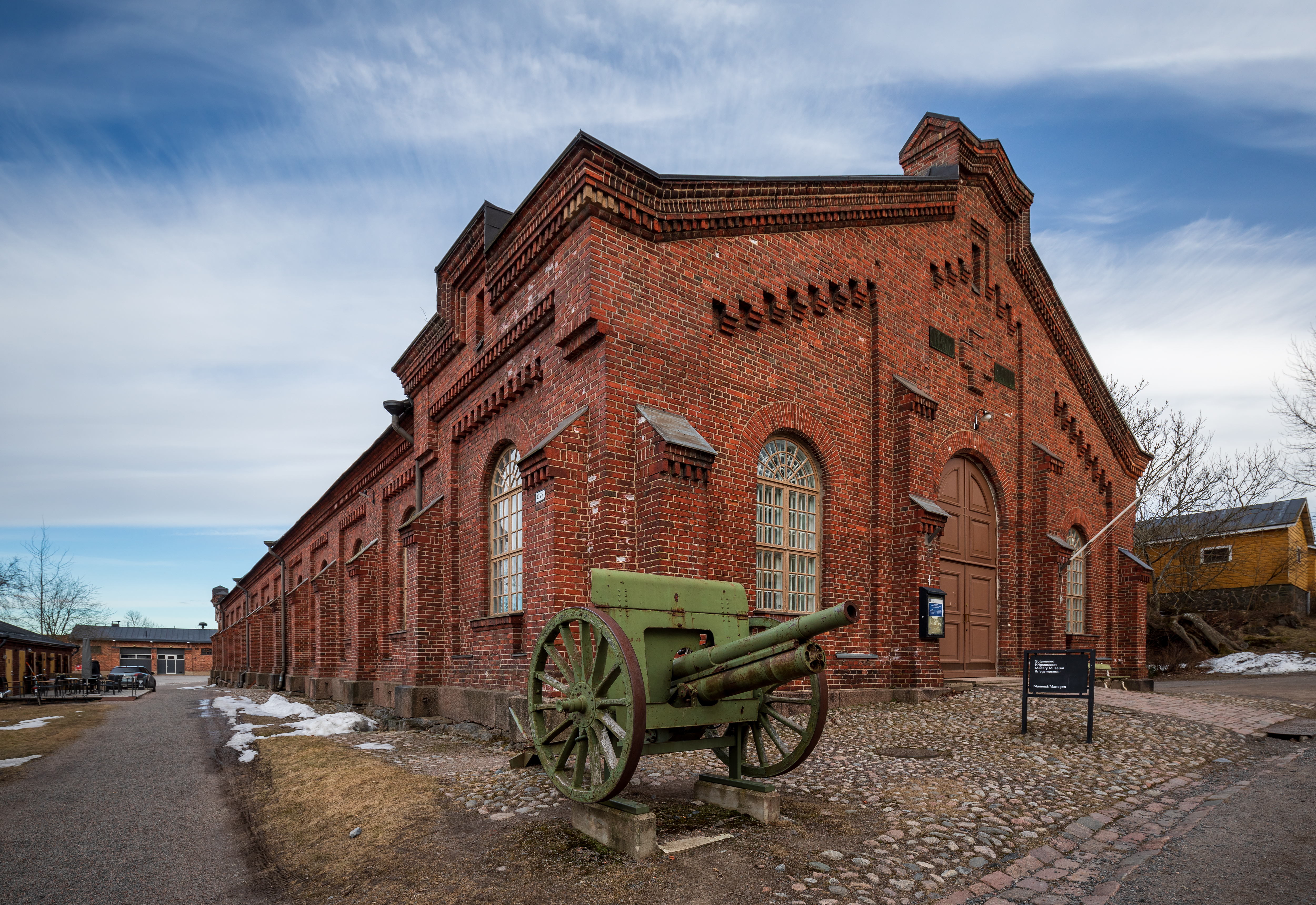
Vojenské muzeum
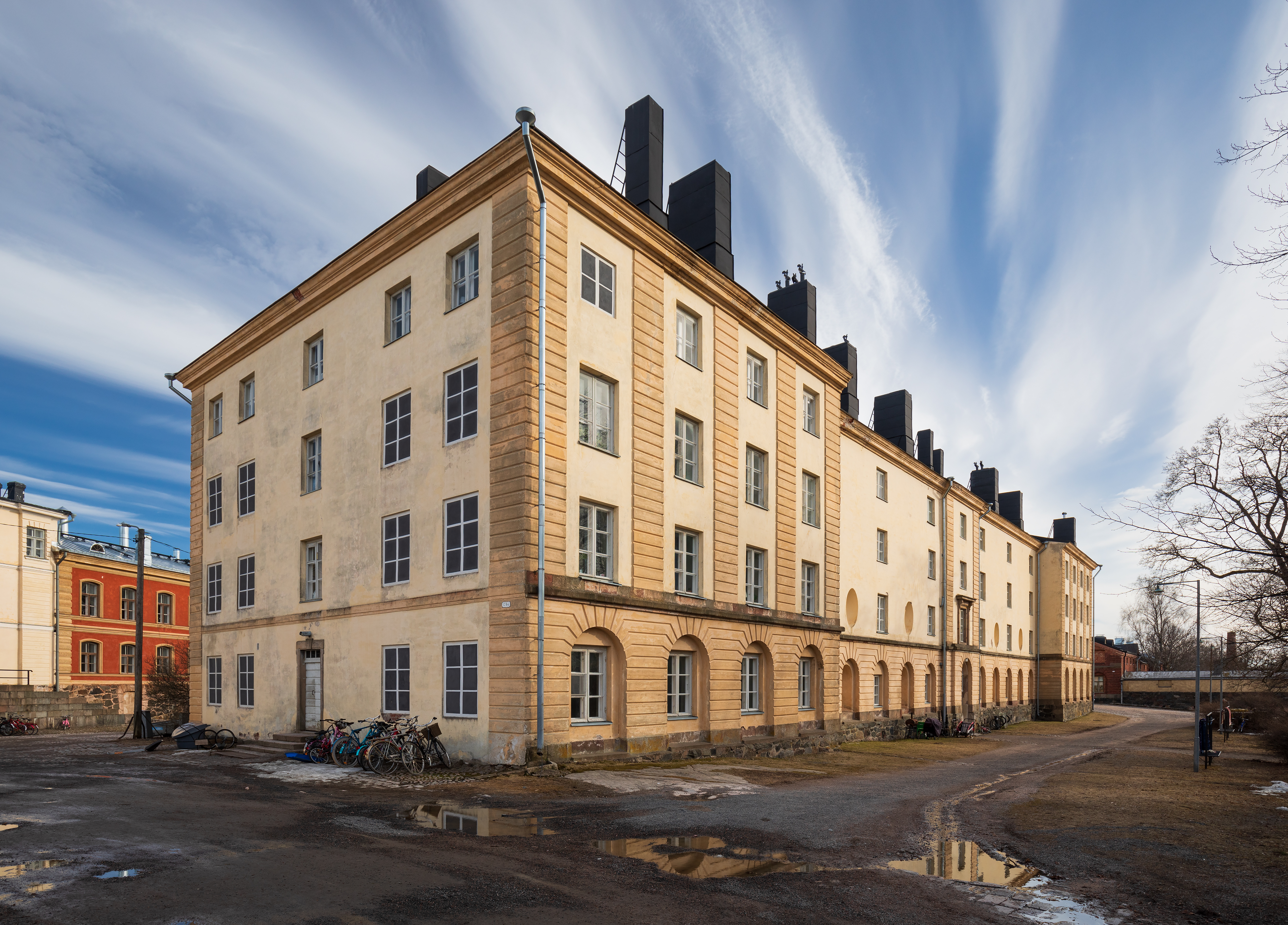
Noemova Archa
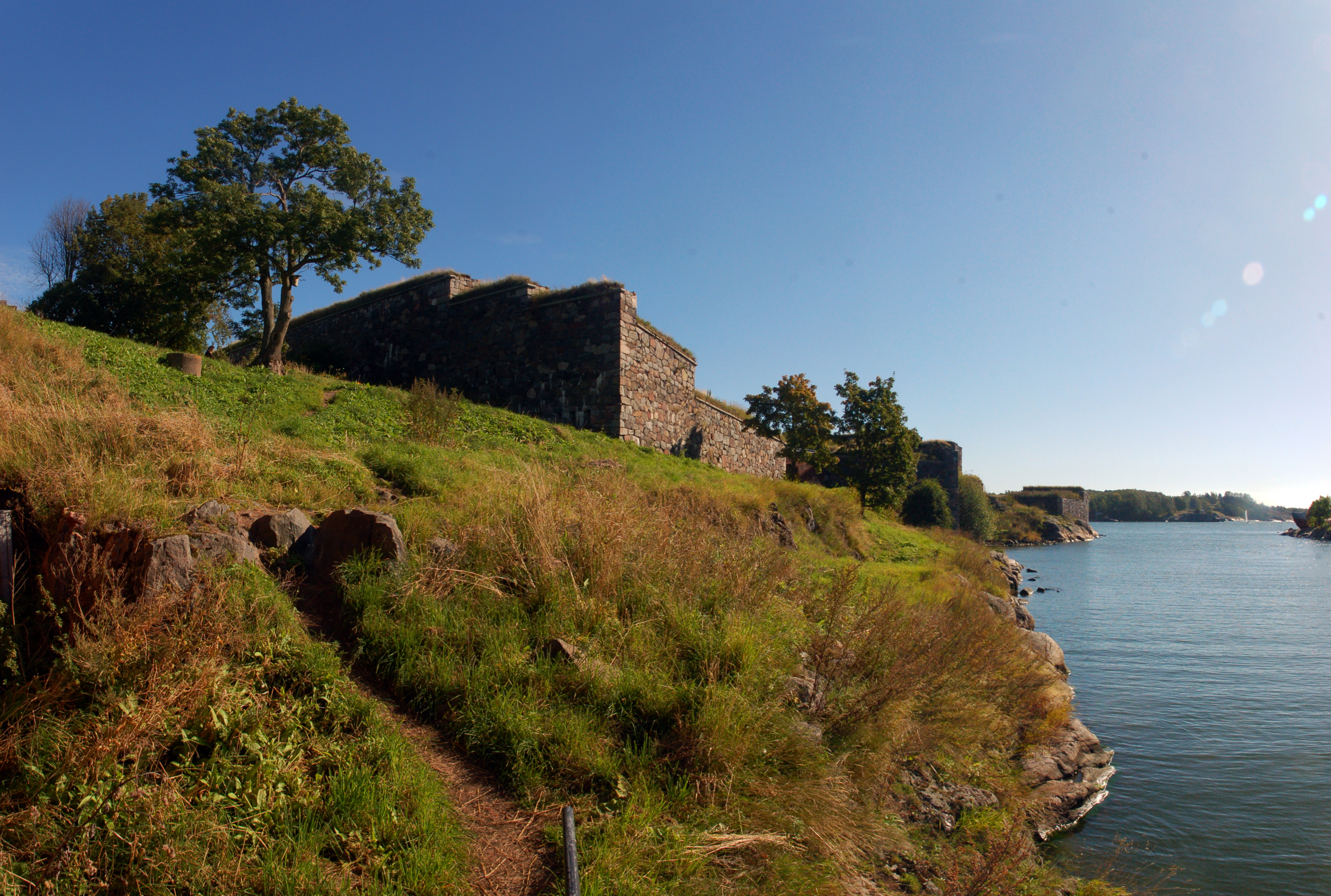
Pobřeží
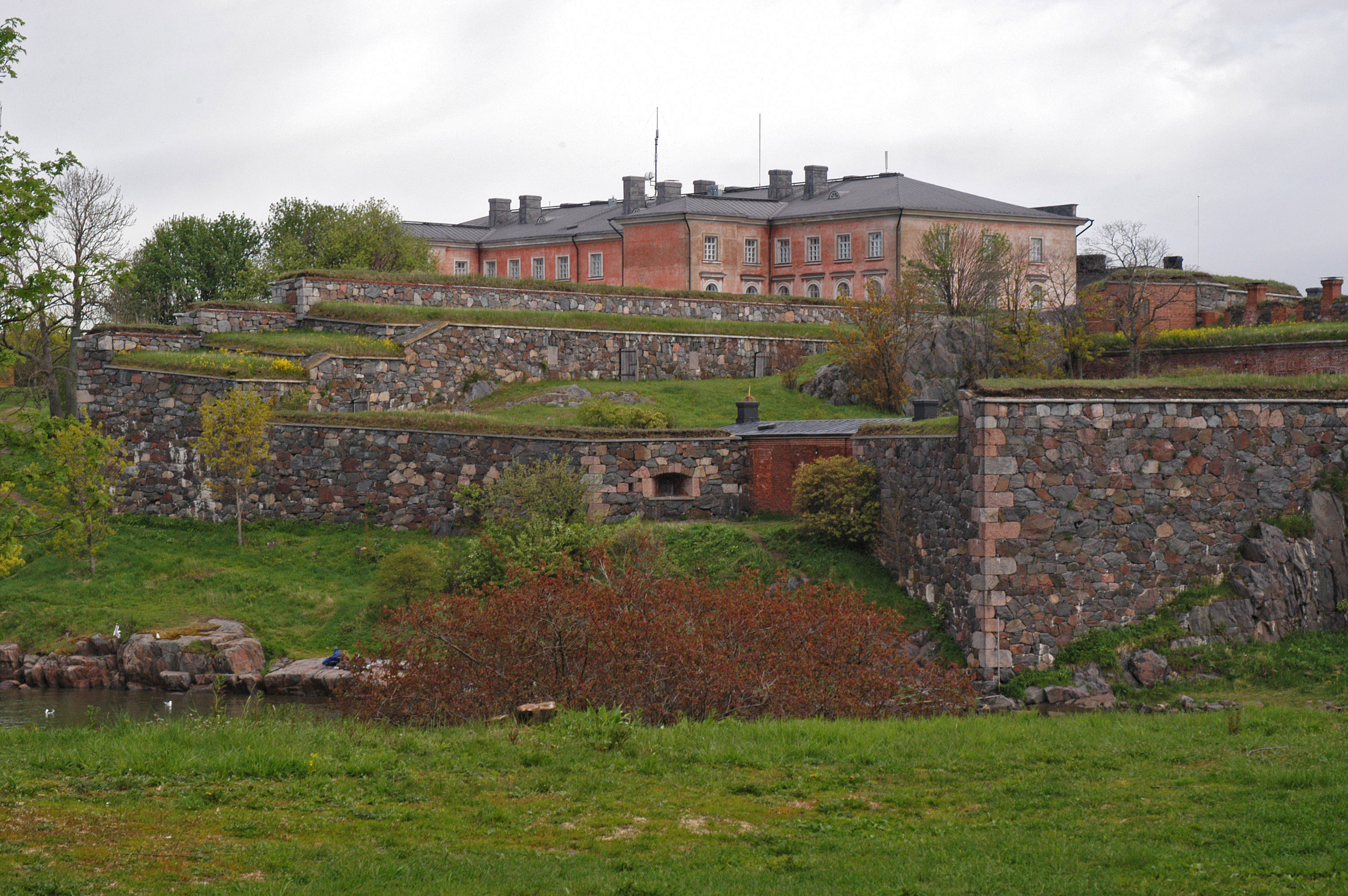
Staré domy
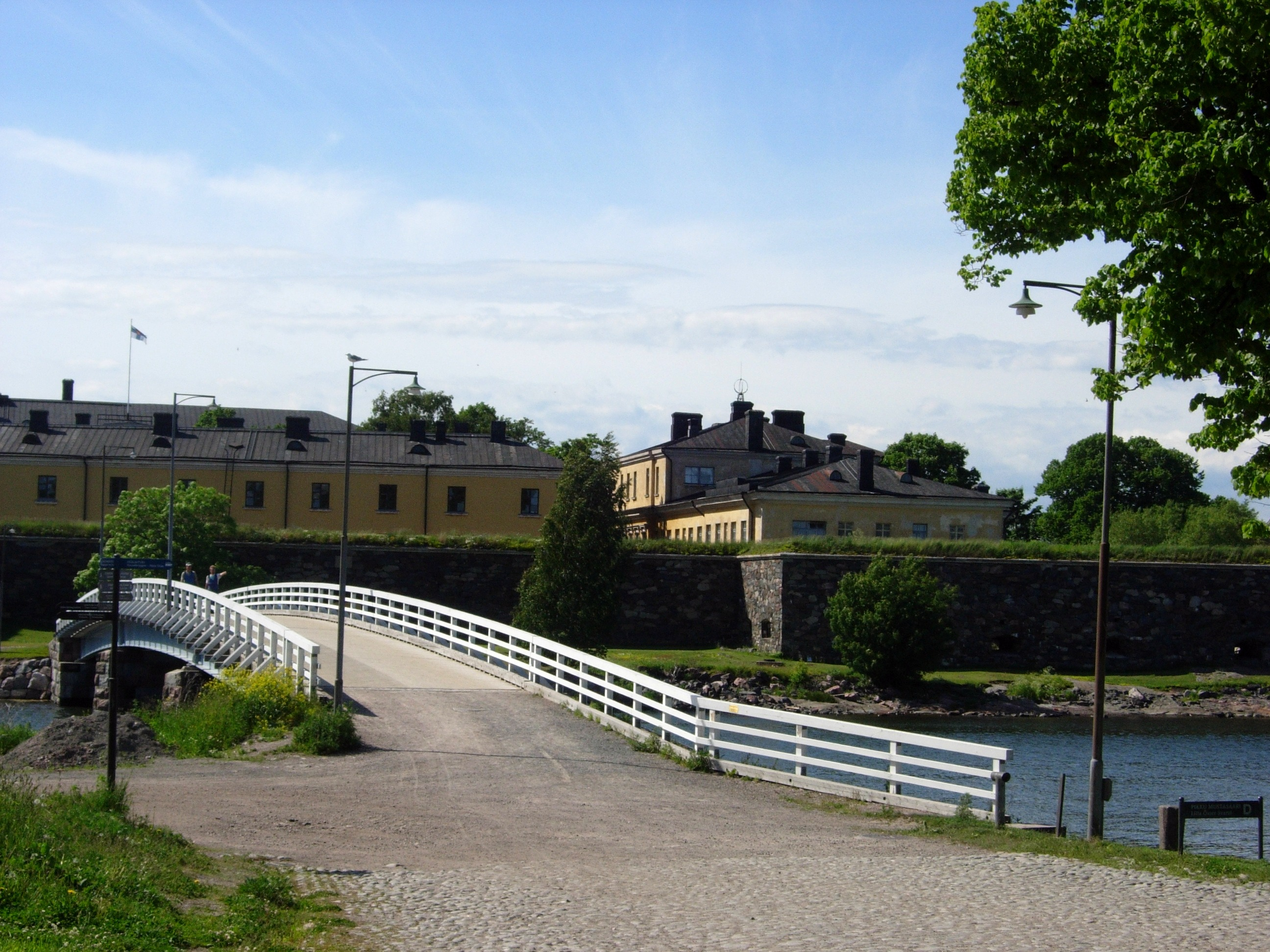
most mezi ostrovy
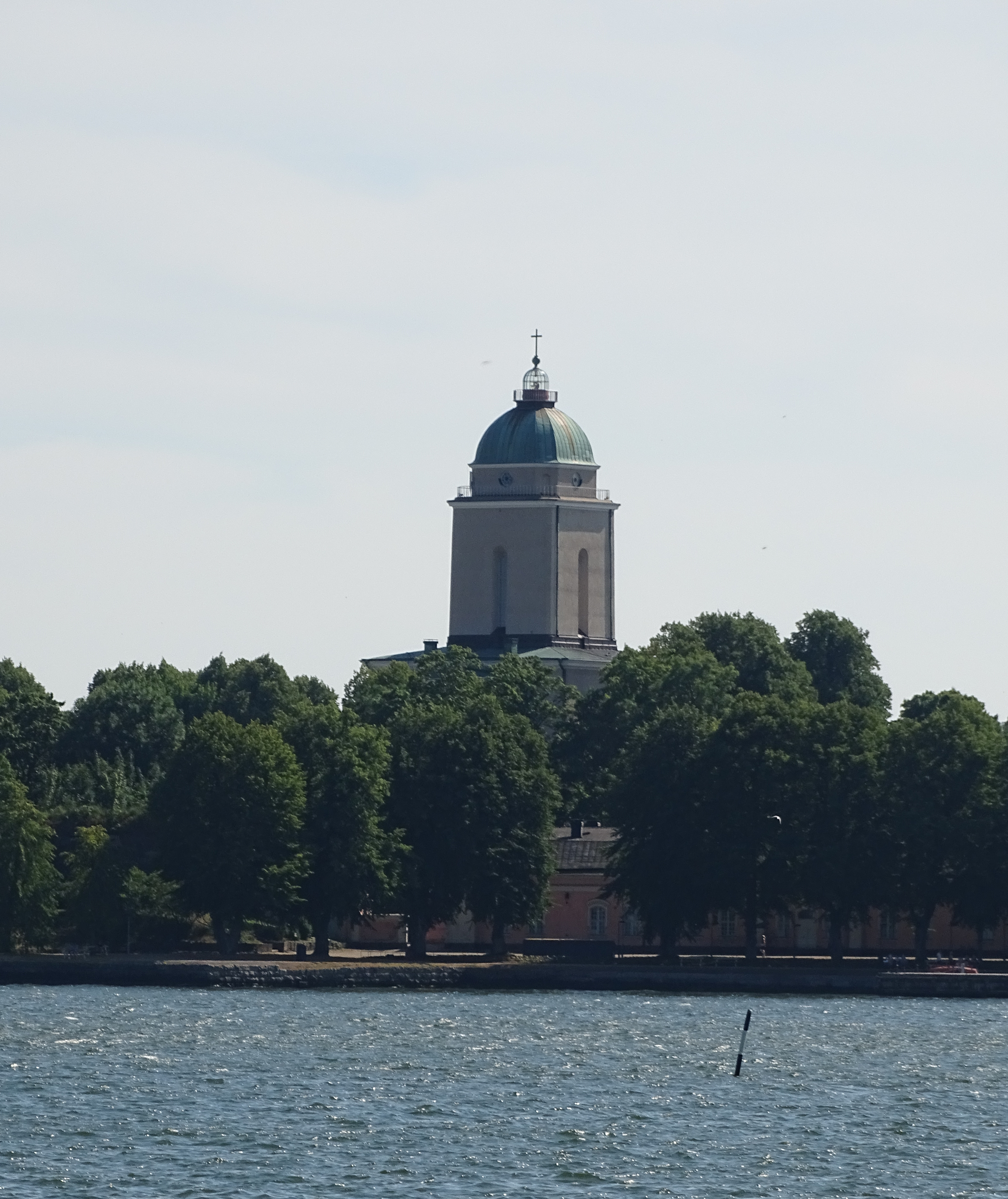
Suomenlinnan kirkke v pohledu z moře
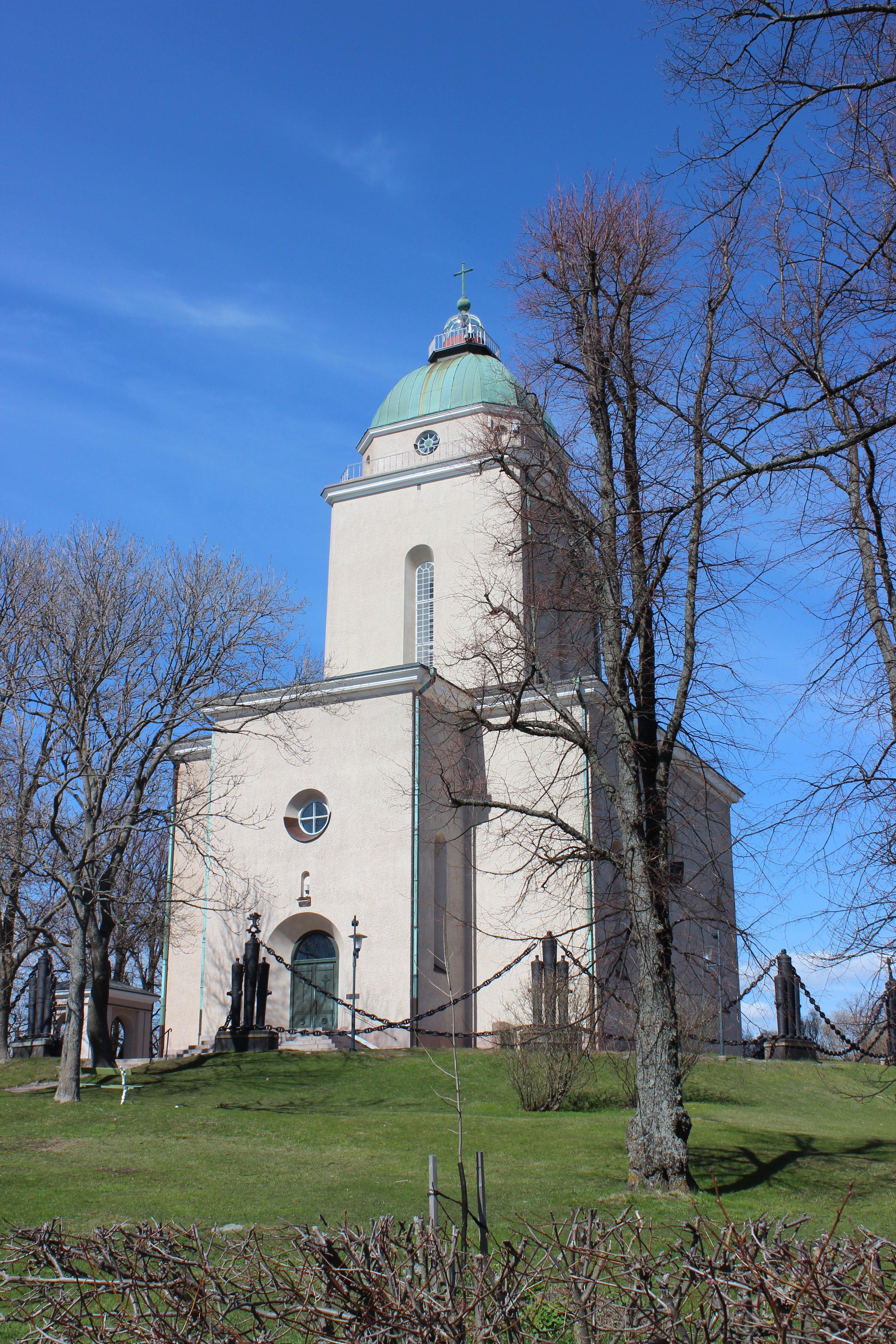
Suomenlinnan kirkke
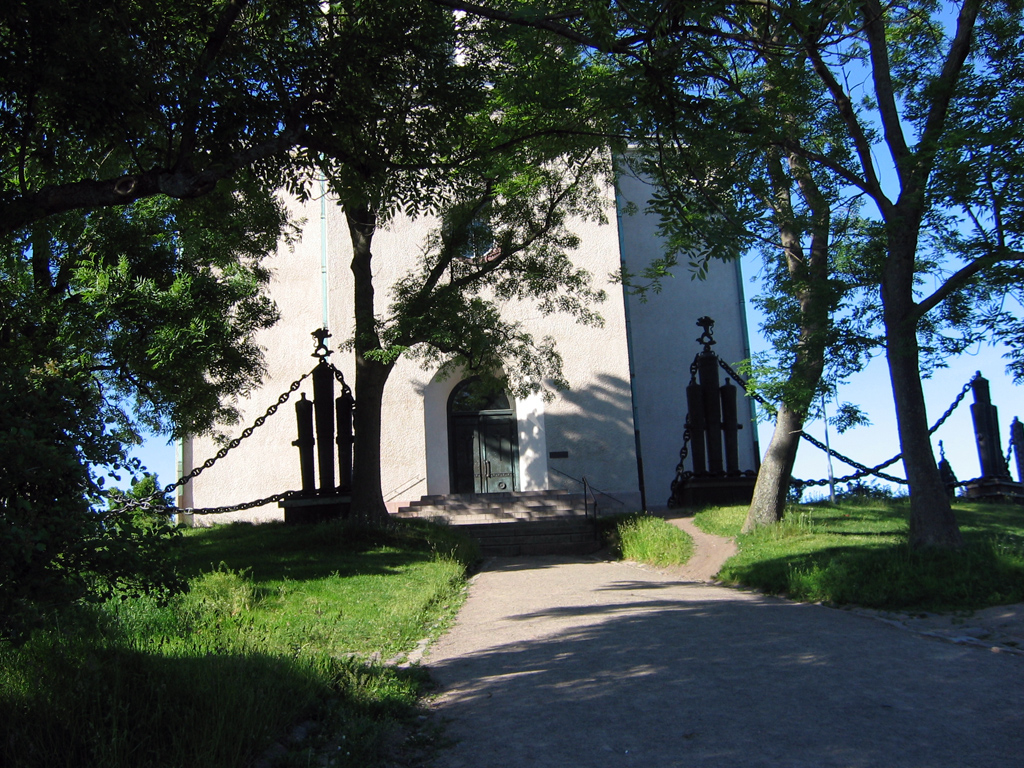
Vchod do Suomenlinnan kirkke
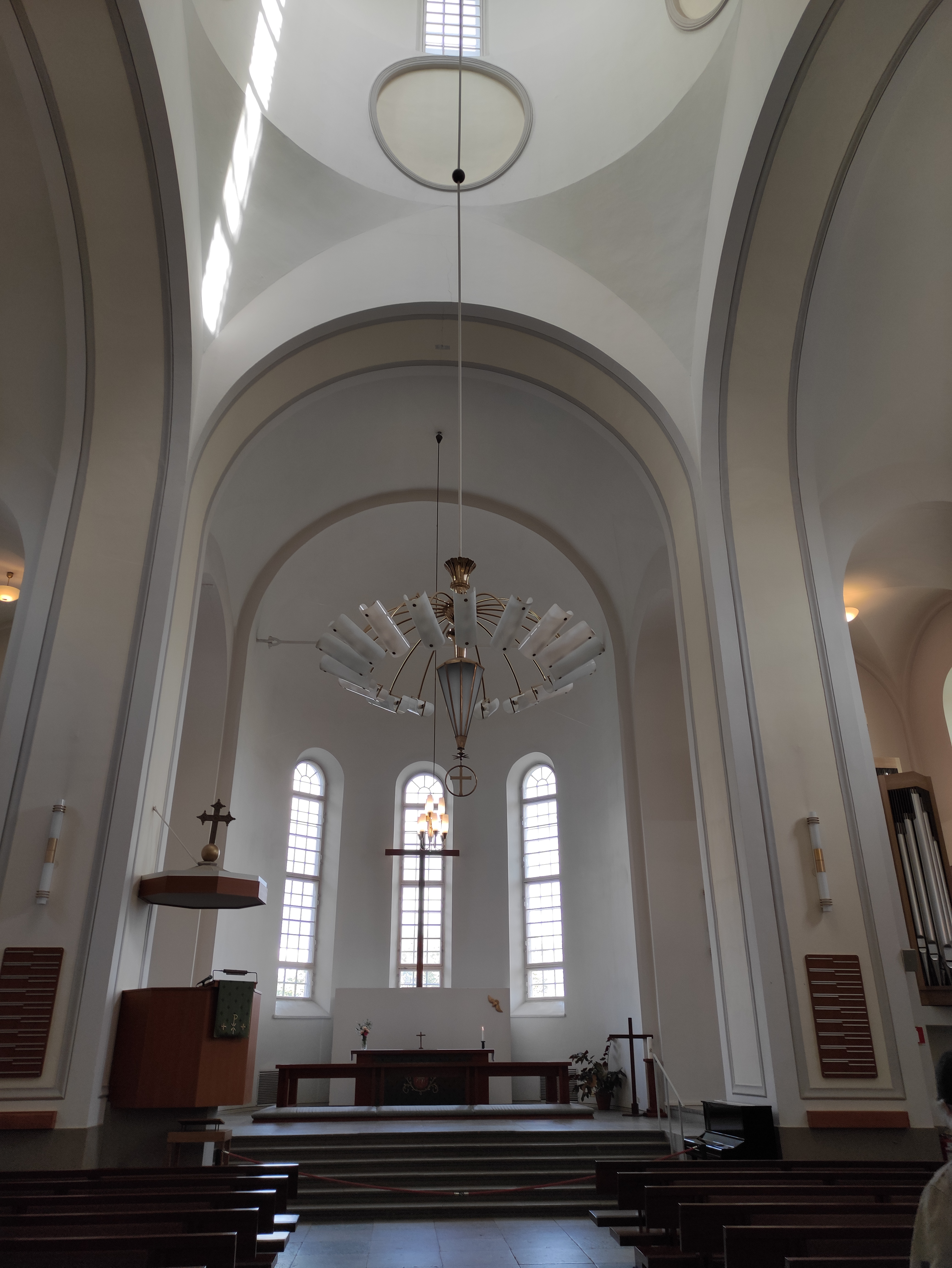
Interiér Suomenlinnan kirkke
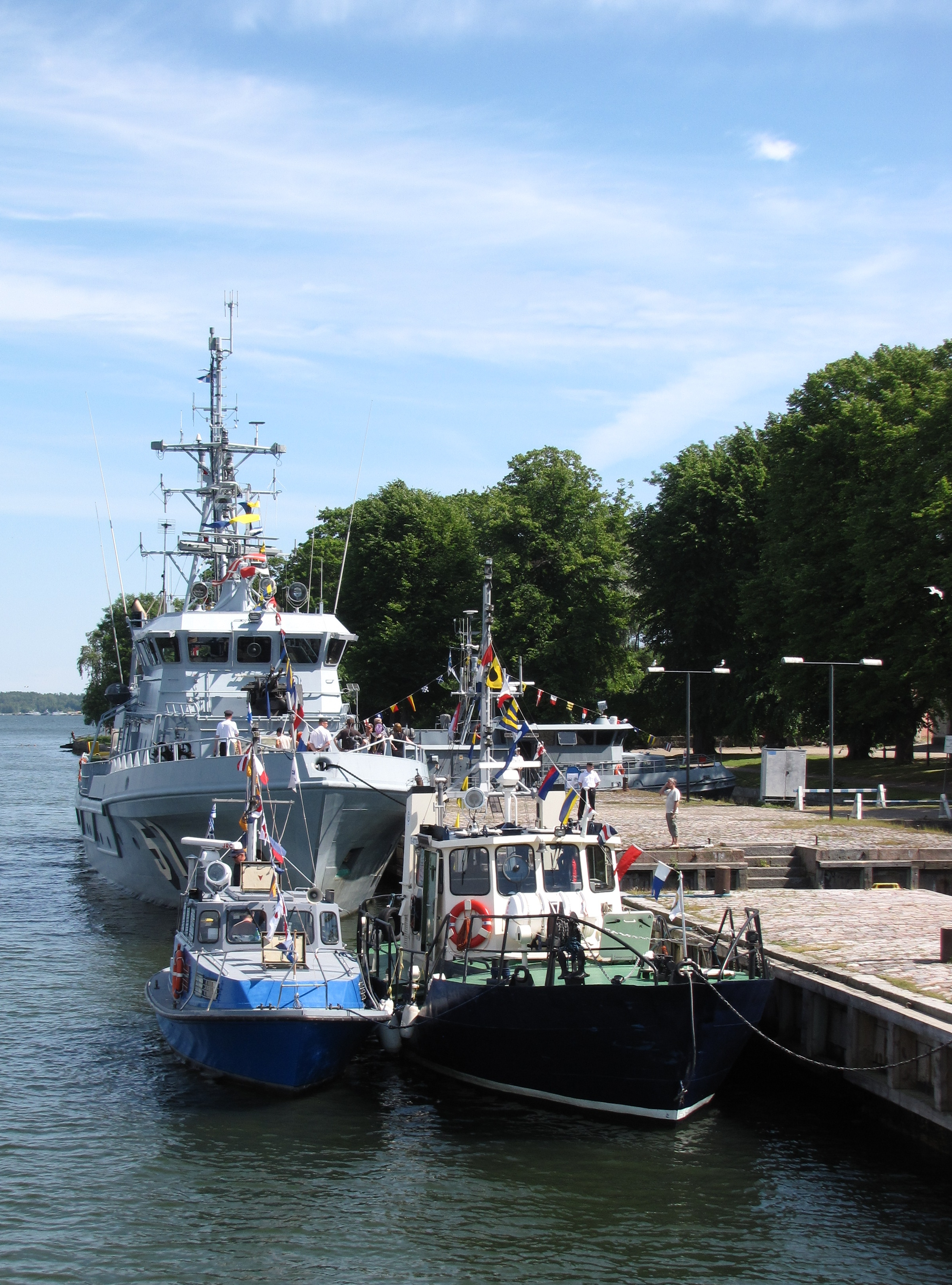
Přístav na ostrově
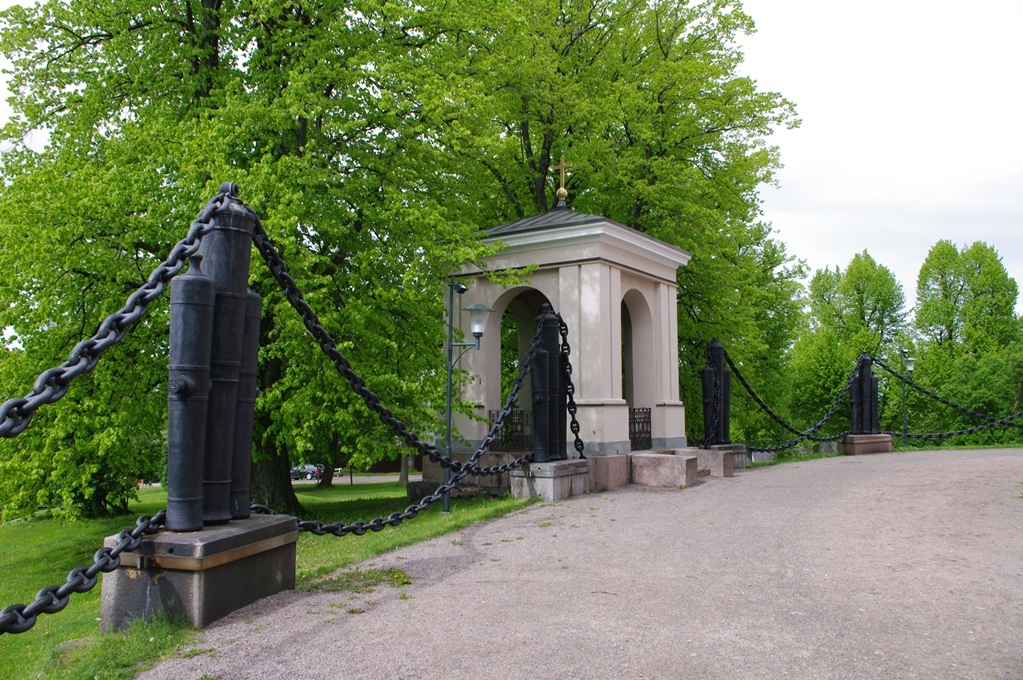